# 1630
| 1630               |
| ------------------ |
| Dødsfald - Fødsler |
|                    |

| Gregoriansk kalender | 1630 MDCXXX             |
| Ab urbe condita      | 2383                    |
| Armensk kalender     | 1079 ԹՎ ՌՀԹ             |
| Kinesiske kalender   | 4326 – 4327 己巳 – 庚午 |
| Etiopisk kalender    | 1622 – 1623             |
| Jødisk kalender      | 5390 – 5391             |
| Hindukalendere       |                         |
| - Vikram Samvat      | 1685 – 1686             |
| - Shaka Samvat       | 1552 – 1553             |
| - Kali Yuga          | 4731 – 4732             |
| Iransk kalender      | 1008 – 1009             |
| Islamisk kalender    | 1040 – 1041             |

Konge i Danmark: Christian 4. 1588-1648
Se også 1630 (tal)

## Dødsfald
- 15. november – Johannes Kepler, tysk astronom og matematiker.